# Only Teardrops (album)
Only Teardrops – debiutancki album studyjny duńskiej piosenkarki Emmelie de Forest, wydany 6 maja 2013 przez wytwórnię Universal Music Denmark. Album składa się z dwunastu utworów, a promowały go single „Only Teardrops”, który wygrał Konkurs Piosenki Eurowizji 2013, oraz „Hunter & Prey”.
Album utrzymany jest w stylistyce zbliżonej do eurowizyjnej piosenki, czyli do nowoczesnego popu. Prawie wszystkie piosenki z płyty napisała sama Emmelie de Forest, czerpiąc inspirację ze swoich ulubionych książek i filmów, a także swoich snów. Oprócz niej przy pisaniu piosenek uczestniczyli m.in. Marcus Winther-John, Jakob Schack Glæsner, Frederik Taae, Peter Bjørnskov i Lene Dissing. Przy tworzeniu utworów uczestniczyli także jedni z najwybitniejszych skandynawskich kompozytorów, m.in. Lise Cabble, Julia Fabrin Jakobsen i Thomas Stengaard. Album został wyprodukowany przez Frederika Taaea, Jakoba Schacka Glæsnera, Petera Bjørnskova i Thomasa Stengaarda. Kilka z utworów, które znajdą się na płycie powstały przy współpracy z Orkiestrą Polskiego Radia w Warszawie, w tym symfoniczna wersja piosenki „Only Teardrops”.

## Lista utworów
| Nr  | Tytuł                                | Autorzy                                                | Producenci                         | Czas  |
| --- | ------------------------------------ | ------------------------------------------------------ | ---------------------------------- | ----- |
| 1.  | „Teardrops Overture”                 | Lise Cabble, Julia Fabrin Jakobsen, Thomas Stengaard   | Frederik Thaae                     | 0:47  |
| 2.  | „Hunter & Prey”                      | Emmelie de Forest, Lise Cabble, Jakob Schack Glæsner   | Jakob Shack Glæsner                | 3:29  |
| 3.  | „Change”                             | Emmelie de Forest, Peter Bjørnskov, Lene Dissing       | Peter Bjørnskov                    | 3:59  |
| 4.  | „Only Teardrops”                     | Lise Cabble, Julia Fabrin Jakobsen, Thomas Stengaard   | Frederik Thaae                     | 3:02  |
| 5.  | „What Are You Waiting For”           | Julia Fabrin Jakobsen, Peter Bjørnskov, Lene Dissing   | Peter Bjørnskov                    | 3:36  |
| 6.  | „Haunted Heart”                      | Emmelie de Forest, Lise Cabble, Thomas Stengaard       | Thomas Stengaard, Stefan Sundström | 3:35  |
| 7.  | „Force of Nature”                    | Emmelie de Forest, Marcus Winther-John                 | Frederik Thaae                     | 3:43  |
| 8.  | „Beat the Speed of Sound”            | Emmelie de Forest, Lise Cabble, Jakob Schack Glæsner   | Jakob Shack Glæsner                | 3:50  |
| 9.  | „Soldier of Love”                    | Emmelie de Forest, Julia Fabrin Jakobsen, Rune Braager | Rune Braager                       | 3:25  |
| 10. | „Running In My Sleep”                | Emmelie de Forest, Marcus Winther-John                 | Frederik Thaae                     | 3:38  |
| 11. | „Let It Fall”                        | Emmelie de Forest, Lise Cabble, Frederik Taae          | Frederik Thaae                     | 3:49  |
| 12. | „Only Teardrops” (Symphonic Version) | Lise Cabble, Julia Fabrin Jakobsen, Thomas Stengaard   | Frederik Thaae                     | 3:18  |
|     |                                      |                                                        | Całkowita długość:                 | 40:11 |

## Pozycje na listach sprzedaży
| Kraj              | Lista sprzedaży (2013) | Najwyższa pozycja |
| ----------------- | ---------------------- | ----------------- |
| Belgia (Flandria) | Ultratop 200           | 140               |
| Belgia (Walonia)  | Ultratop 200           | 160               |
| Dania             | Album Top 40           | 4                 |
| Niemcy            | Top 100 Albums         | 61                |
| Szwecja           | Top 60 Albums          | 32                |

## Emmelie de Forest o albumie
W czasie zbliżającej się premiery albumu Emmelie de Forest powiedziała:

To będzie wielki dzień, kiedy będę trzymała swój własny krążek w ręku. To jest to, o czym marzyłam od dziecka. Nie spodziewałam się, że ta chwila przyjdzie tak szybko.